# فرد کوین
فرد کوین (انگلیسی: Fred Quine؛ زادهٔ ۳ ژانویهٔ ۱۹۴۱) ورزشکار هاکی روی چمن اهل استرالیا است.
وی در مسابقات کشوری و بین‌المللی در مجموع برندهٔ ۱ مدال نقره شده‌است.